# 1859
- Wikisource

| Calendário gregoriano                                                        | 1859 MDCCCLIX                       |
| Ab urbe condita                                                              | 2612                                |
| Calendário arménio                                                           | 1308 – 1309                         |
| Calendário bahá'í                                                            | 15 – 16                             |
| Calendário budista                                                           | 2403                                |
| Calendário chinês                                                            | 4555 – 4556 Início a 3 de fevereiro |
| Calendário copta                                                             | 1575 – 1576                         |
| Calendário etíope                                                            | 1851 – 1852                         |
| Calendários hindus - Vikram Samvat - Calendário nacional indiano - Cáli Iuga | 1914 – 1915 1780 – 1781 4959 – 4960 |
| Calendário Holoceno                                                          | 11859                               |
| Calendário islâmico                                                          | 1276 – 1277                         |
| Calendário judaico                                                           | 5619 – 5620                         |
| Calendário persa                                                             | 1237 – 1238 Início a 21 de março    |
| Calendário rúnico                                                            | 2109                                |
| Calendário solar tailandês                                                   | 2402                                |

1859 (MDCCCLIX, na numeração romana)  foi um ano comum do século XIX do actual Calendário  Gregoriano, da Era de Cristo, e a sua letra dominical foi B (52 semanas), teve início a um sábado e terminou também a um sábado.
| Ano completo                   |
| ------------------------------ |
| Ano comum com início ao sábado |

## Eventos
- Riemann publica a sua hipótese.

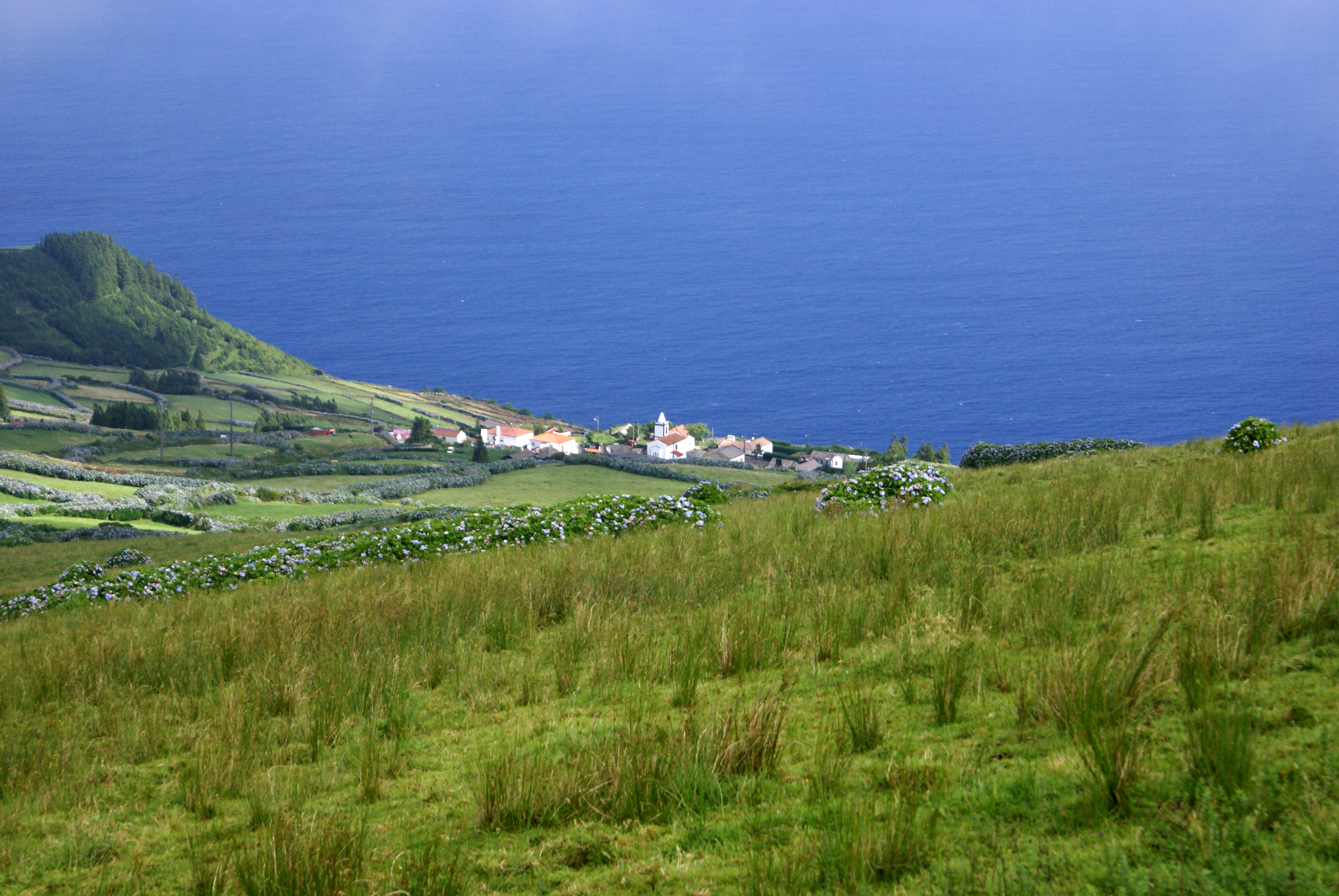
Toledo, ilha de São Jorge, vista parcial.

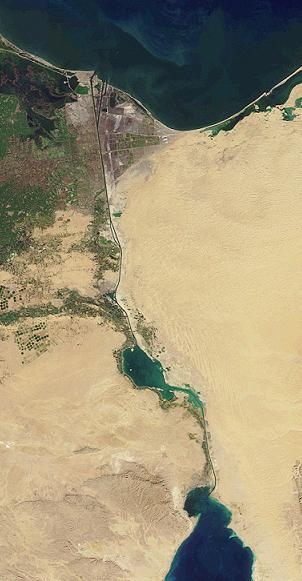
Foto de satélite do Canal de Suez, cortesia NASA.

- Charles Robert Darwin publica seu livro "A Origem das Espécies" (do original, em inglês, On the Origin of Species by Means of Natural Selection, or The Preservation of Favoured Races in the Struggle for Life).
- Dom Pedro II visita Goiana, no estado de Pernambuco.

### Fevereiro
- 14 de fevereiro - Oregon torna-se o 33º estado norte-americano.

### Abril
- 25 de abril - Início da construção do Canal do Suez.

### Agosto
- 12 de agosto - Chegada do Reverendo Ashbel Green Simonton, missionário norte-americano, no porto do Rio de Janeiro; dando início à Igreja Presbiteriana do Brasil, instituição religiosa que mantém relação de auxiliadora do estado na educação e saúde, como, dentre outras, a Universidade Presbiteriana Mackenzie e vários hospitais.

### Setembro
- 2 de Setembro - Evento de Carrington: Maior tempestade solar já registrada.
- 24 de Setembro - Dom Antonio Joaquim de Mello, 7º bispo diocesano de São Paulo, realiza visita pastoral à Igreja Matriz da Vila de Araraquara (SP).
- Charles Dickens pública Um Conto de Duas Cidades romance de reflexão histórica sobre o período revolucionário da França.

### Outubro
- 31 de Outubro, por força de decreto e por diligência do Dr. José Pereira da Cunha da Silveira e Sousa, é publicado em Diário do Governo de 2 de Novembro do mesmo ano a criação do Curato do Toledo com efeitos a 31 de Outubro.

### Novembro
- Novembro - Naufrágio do patacho português, registado na ilha de São Miguel “Falcão” que embate conta os rochedos da costa da ilha de Santa Maria.

## Nascimentos
- 27 de janeiro - Guilherme II, Imperador Alemão e Rei da Prússia (m. 1941).
- 3 de Fevereiro - Urbano Santos, político brasileiro e Vice-Presidente do Brasil entre 1914 e 1918 (m. 1922)
- 10 de Fevereiro - Alexandre Millerand, presidente da França de 1920 a 1924 e primeiro-ministro em 1920 (m. 1943).
- 19 de Fevereiro - Svante August Arrhenius, vencedor do Prémio Nobel de Química de 1903 (m. 1927).
- 8 de Abril - Michel Oreste, presidente do Haiti de 1913 a 1914 (m. 1918).
- 8 de Abril - Edmund Husserl, filósofo (m. 1938)
- 22 de Maio - Sir Arthur Conan Doyle, escritor e médico britânico (m. 1930)
- 14 de Julho - Leolinda Figueiredo Daltro (m. 1935)
- 15 de Agosto - Charles Comiskey, importante figura do beisebol estadunidense (m. 1931).
- 4 de outubro - Clóvis Beviláqua, jurista brasileiro, autor, em 1900, do projeto que culminou no código civil brasileiro de 1916 (m. 1944)
- 9 de Outubro - Alfred Dreyfus, oficial francês, centro do caso Dreyfus (m. 1935)
- 20 de Outubro - John Dewey, filósofo (m. 1952)
- 23 de Novembro - Billy The Kid, pistoleiro norte-americano que participou da "Guerra do Condado de Lincoln", no Novo México (m. 1881)
- 13 de dezembro - António César Vieira, jornalista português (m. ??)
- 15 de Dezembro - Ludwik Lejzer Zamenhof, oftalmologista e filólogo polonês, iniciador da língua esperanto (m. 1917)
- 29 de dezembro - Venustiano Carranza, presidente do México em 1917 a 1920 (m. 1920).
- 22 de Novembro - Fusajiro Yamauchi fundador da Nintendo Company Limited (m. 1940)

## Mortes
- 17 de Janeiro - Francisco de Melo da Gama de Araújo e Azevedo, Marechal de Campo e Governador de Diu, (n. 16 de Maio de 1773).
- 29 de Janeiro - William Hickling Prescott, historiador norte-americano (n. 1796)
- 5 de maio - Johann Peter Gustav Lejeune Dirichlet, matemático alemão (n. 1805)
- 6 de maio - Alexander von Humboldt, naturalista alemão (n. 1769)
- 8 de julho - Óscar I da Suécia, rei da Suécia e Noruega de 1844 a 1859 (n. 1799)
- 28 de setembro - Carl Ritter, geógrafo alemão (n. 1779)
- 31 de Dezembro — Francisco de Paula Ferreira da Costa, escritor memorialista português (n. 1788)

## Temáticos
Ciência
- Charles Darwin publica sua grande obra A Origem das Espécies na qual descreve a selecção natural como mecanismo primário da evolução. Esta teoria se desenvolveu no que é agora considerado o paradigma central para explicação de diversos fenômenos na Biologia

Tempestade Solar
- A mais intensa tempestade solar já registrada foi em 1859, quando a infraestrutura de telecomunicações se limitava às redes telegráficas. Naquela ocasião, alguns telegrafistas sofreram choques elétricos, papéis pegaram fogo, e muitos telégrafos continuaram enviando e recebendo mensagens mesmo depois de desligados.

## Por tema
- 1859 na arte
- 1859 no Brasil
- 1859 na ciência
- 1859 no jornalismo
- 1859 na literatura
- 1859 na música